# Hiámpolis

Mapa de la zona de Grecia central donde se ubican algunas de las principales ciudades de la antigua Fócida. Hiámpolis estaba situada al noreste, cerca de Abas.

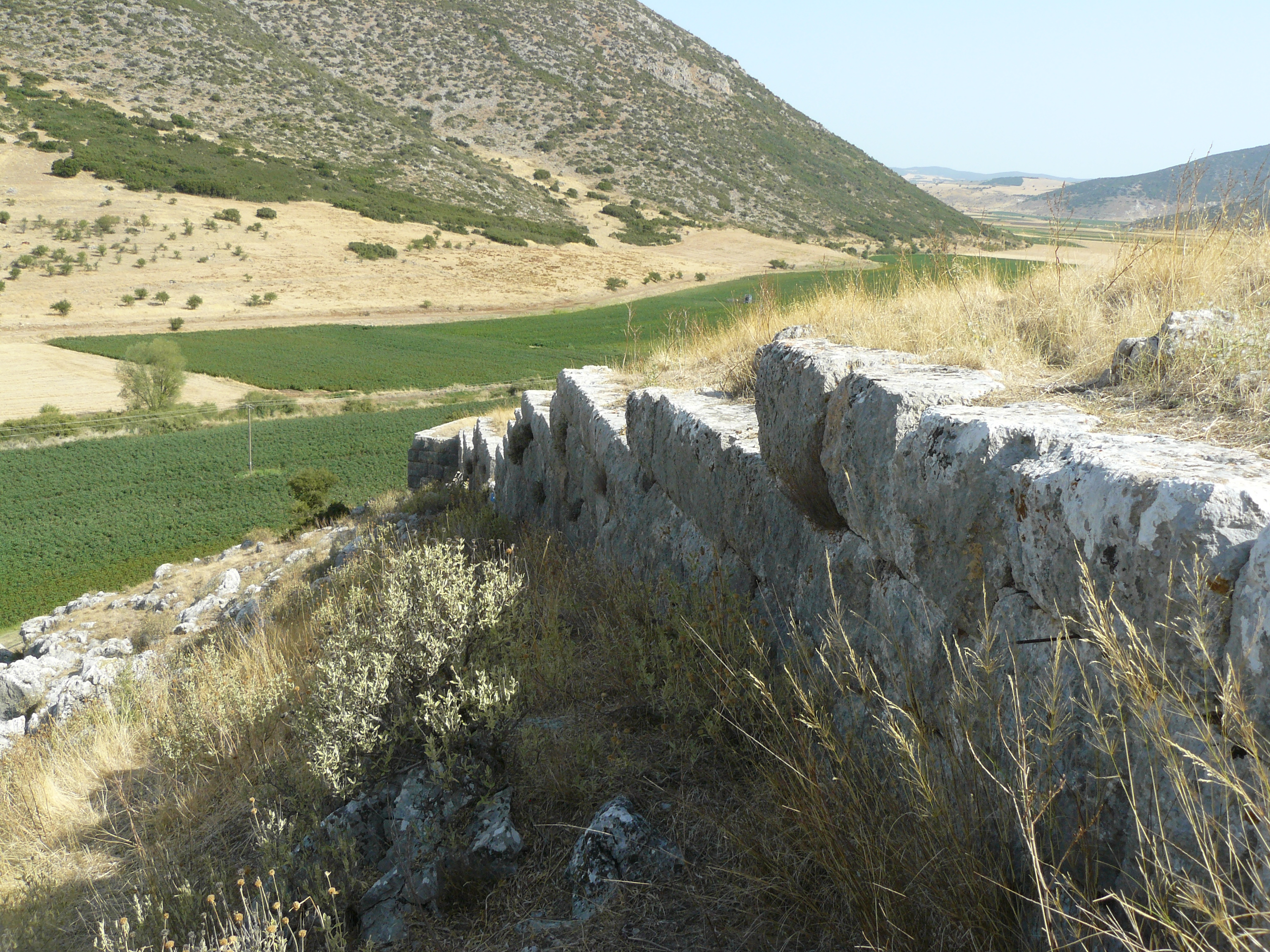
Restos de muros de la antigua Hiámpolis.

Hiámpolis o Hiante (en griego, Ὑάμπολις) es el nombre de una antigua ciudad griega de Fócide. Su gentilicio es yampolitas.

## Historia
Hiámpolis ya fue mencionada por Homero en el catálogo de las naves de la Ilíada. Se hallaba cerca de los límites de Fócide con Beocia y con Lócride Opuntia. Según Estrabón y Pausanias, su nombre se debe a que los habitantes  que la fundaron eran originarios de la tribu de los hiantes, que fueron desterrados desde Beocia.
Durante las guerras médicas fue el lugar donde los focidios obtuvieron una victoria frente a los tesalios. En un desfiladero junto a Hiámpolis los focidios cavaron un foso que consiguió repeler un ataque de la caballería tesalia, pero poco después de aquello la ciudad fue destruida por las tropas persas de Jerjes I, en el año 480 a. C. En 395 a. C. los beocios atacaron sus murallas pero no tuvieron éxito en su intento y tuvieron que retirarse. La ciudad sufrió otras destrucciones: Jasón, tirano de Feras y aliado de los tebanos, saqueó parte de Hiámpolis poco después de la Batalla de Leuctra de 371 a. C. En el año 346 a. C. la ciudad fue nuevamente destruida, esta vez por las tropas macedonias de Filipo II.
En tiempos de Pausanias quedaban restos del ágora, del buleuterio y de un teatro. Había además un pórtico realizado en tiempos del emperador Adriano y un santuario de Artemisa Elafébolo que solo se abría dos veces al año y a quien consagraban los rebaños para que se criasen sin enfermedades.

## Arqueología
Se localiza en la orilla del río Cefiso, cerca de la población actual de Éxarjos. En esa área se han investigado dos lugares distintos, uno en Kastro Bogdanu, donde se ha hallado un muro de circunvalación del periodo clásico o helenístico y cuya identificación con la antigua Hiámpolis se ha confirmado por el hallazgo en esa colina de dos decretos del periodo helenístico. Fuera de los muros de esta colina se ha hallado algo de material de la Edad del Bronce. Dos kilómetros al este se encuentra otra acrópolis fortificada llamada Paleojori con muros que podrían pertenecer al siglo VI a. C. Se ha sugerido que en Paleojori podría haber estado ubicada inicialmente Hiámpolis y que después se trasladó al emplazamiento de Kastro Bogdanu.